# 東湖里 (臺中市)
東湖里，前身「東湖村」，位於臺灣臺中市大里區南境，與西湖並稱「草湖」。人口約1.2萬人，為大里區溪南地區人口第二多的里（僅次於瑞城里）。境內前身為臺中支局菸葉試驗所的臺中軟體園區，為其主要產業。

## 里名由來
因在「草湖」之東而得名。

## 地理
東湖里劃分為42鄰，4,318戶，總人口12,245人，在本區內排行第五。本里東隔中興路一段與仁化、仁德里、金城、瑞城為鄰，西以草湖路與西湖相毗連，北鄰大里溪與大元里對望，南以草湖溪隔霧峰區吉峰里、甲寅里。

## 行政區劃沿革
東湖里於清代時隸屬藍興堡草湖庄；明治34年（1901年）時，改隸臺中廳大里杙區草湖庄，至大正9年（1920年）則隨行政區調整，隸屬臺中州大屯郡大里庄草湖大字。二次大戰結束後，國民政府接收臺灣，以原草湖大字範圍分置東湖村與西湖村，隸屬臺中縣大里鄉。民國82年（1993年）大里鄉升格為縣轄市大里市，隨之改制為東湖里。

## 重要地標、設施
- 臺中市私立青年高級中學
- 臺中軟體園區
- 大里區圖書館
- 草湖太子宮
- 草湖石頭公廟
- 財政部印刷場

## 特產
- 芋頭冰

## 交通
主要道路
- 中興路一段
- 草湖路
- 忠孝路
- 仁化路
- 草堤路、北湖街
- 中山路
- 東南路
- 草溪東路

臺中市市區公車
| 市區公車編號 | 業者       | 營運區間                     | 備註                                             |
| 50           | 統聯客運   | 新民高中－921地震教育園區    | 經大里區圖書館、中興大學、台中女中、台中一中     |
| 53           | 統聯客運   | 太原車站－省議會             | 經大里區圖書館、興大附中、中山醫學大學、文華高中 |
| 53區         | 統聯客運   | 文心森林公園－省議會         | 經大里區圖書館、興大附中、中山醫學大學           |
| 59           | 統聯客運   | 新民高中－舊正               | 固定班次                                         |
| 100          | 台中客運   | 豐原－亞洲大學               | 經兒童藝術館、大里區圖書館                       |
| 100副        | 台中客運   | 豐原－亞洲大學               | 經兒童藝術館、大里區圖書館                       |
| 107          | 台中客運   | 黎明新村－舊正（烏溪橋頭）   | 固定班次                                         |
| 108          | 台中客運   | 港尾－草屯                   | 經亞洲大學、兒童藝術館、大里區圖書館，固定班次   |
| 131          | 台中客運   | 北屯區行政大樓－朝陽科技大學 | 經塗城路、竹仔坑，固定班次                       |
| 132          | 台中客運   | 北屯區行政大樓－朝陽科技大學 | 經吉峰路、大里區圖書館，固定班次                 |
| 151          | 中台灣客運 | 臺中市政府－大里             | 經霧峰、高鐵台中站、兒童藝術館                   |

### 書籍
- 《臺灣地名辭書》卷十二《臺中縣》第二冊，第29-31頁

### 外部連結
- 臺中市大里區公所 沿革